# Охангвена
Охангвена (англ. Ohangwena Region) - є однією з 14 адміністративних областей Намібії і знаходиться на крайній півночі країни, уздовж кордону з Анголою . Чисельність населення області становить 245 446 чоловік (на 2011). Площа Охангвена 10 703 км². Адміністративний центр - місто Еенхана (з населенням близько 3500 чоловік).

## Географія
Територія області являє савану, порослу густими травами.

## Населення
Населення складається переважно з народу овамбо. Кількість жінок значно перевищує кількість чоловіків (приблизно у співвідношенні 83:100). Середня тривалість життя в області Охангвена вкрай низька: для чоловіків це 43 роки, для жінок цей показник становить 45 років.

## Адміністративний поділ
В адміністративному відношенні область поділяється на 12 виборчих районів:
- Eenhana
- Endola
- Engela
- Epembe
- Ohangwena
- Okongo
- Omulonga
- Omundaungilo
- Ondobe
- Ongenga
- Oshikango
- Oshikunde

## Економіка
В економічному відношенні Охангвена представляє типовий сільськогосподарський регіон, який розвивається екстенсивно. Через область до ангольського кордону ще в часи, коли Південно-Західна Африка перебувала під контролем ПАР, були прокладені сучасні шосейні дороги.